# Chowlur Kaval, Challakere
Chowlur Kaval là một làng thuộc tehsil Challakere, huyện Chitradurga, bang Karnataka, Ấn Độ.